# Včelí tanec
tanec

Určení umístění zdrojů potravy

Včelí tanec (angl. bee dance) je způsob komunikace, který společenské včely používají k tomu, aby specializované včely pátračky oznámily početnější skupině sběraček polohu vydatného zdroje potravy, tedy nektaru nebo pylu, nebo další důležité informace, např. polohu potenciálního nového bydliště. Včely, které zjistí potřebnou informaci, se vrátí do včelstva a informují ostatní včely o svém objevu tancováním.
Včelí tanec byl objeven a popsán slavným rakouským biologem Karlem von Frischem, který za to, společně s Niko Tinbergenem a Konradem Lorenzem získal Nobelovu cenu za fyziologii a medicínu v roce 1973. Ve svých studiích pozoroval a zkoumal chování včel v blízkosti úlu a zjistil, že včely dokáží komunikovat s ostatními členy včelího společenství pomocí tanců.
Existují dva hlavní druhy včelího tance:
- osmičkový tanec,
- kruhový tanec.

Osmičkový tanec používají včely k oznamování zdroje potravy vzdáleného více než 100 metrů od úlu. Včela tančí na plástu figuru ve tvaru osmičky, v ose tance se při každém průběhu zastaví a kývá se do stran. Sklon osy opisované osmičky, rychlost pohybu včely  a frekvence kývání oznamují ostatním včelám směr ve vztahu ke slunci, vzdálenost a kvalitu zdroje potravy. Během tance se pátračka občas předá vzorek přineseného nektaru jiné včele, čímž doplní grafickou informaci o senzorickou. 
Kruhový tanec se používá k oznamování zdroje potravy, který je blízko úlu, zpravidla do sto metrů. Tančící včela opisuje kroužek, který nenese mnoho informací, pouze naznačuje, že potravu je třeba hledat docela blízko hnízda. Navrátivší se včela též voní příslušnou rostlinou, což usnadní zdroj nalézt. 
Včely, které jsou svědky tohoto tance, si tyto informace spolu s vůní a chutí předané ukázky nektaru zapamatují a vydávají se na cestu za zdrojem potravy na základě těchto pokynů. Hlavní efekt výhodnosti této komunikace je dělba práce. Spočívá v tom, že několik včel s vynaložením malého množství energie dokáže najít zdroj potravy a jeho vytěžení mnoha dělnicemi létavkami následně proběhne rychle a velmi efektivně.  Dělba práce má významný vliv na život včelstva, jakožto eusociálního společenství neboli superorganismu. 